# Global Voices

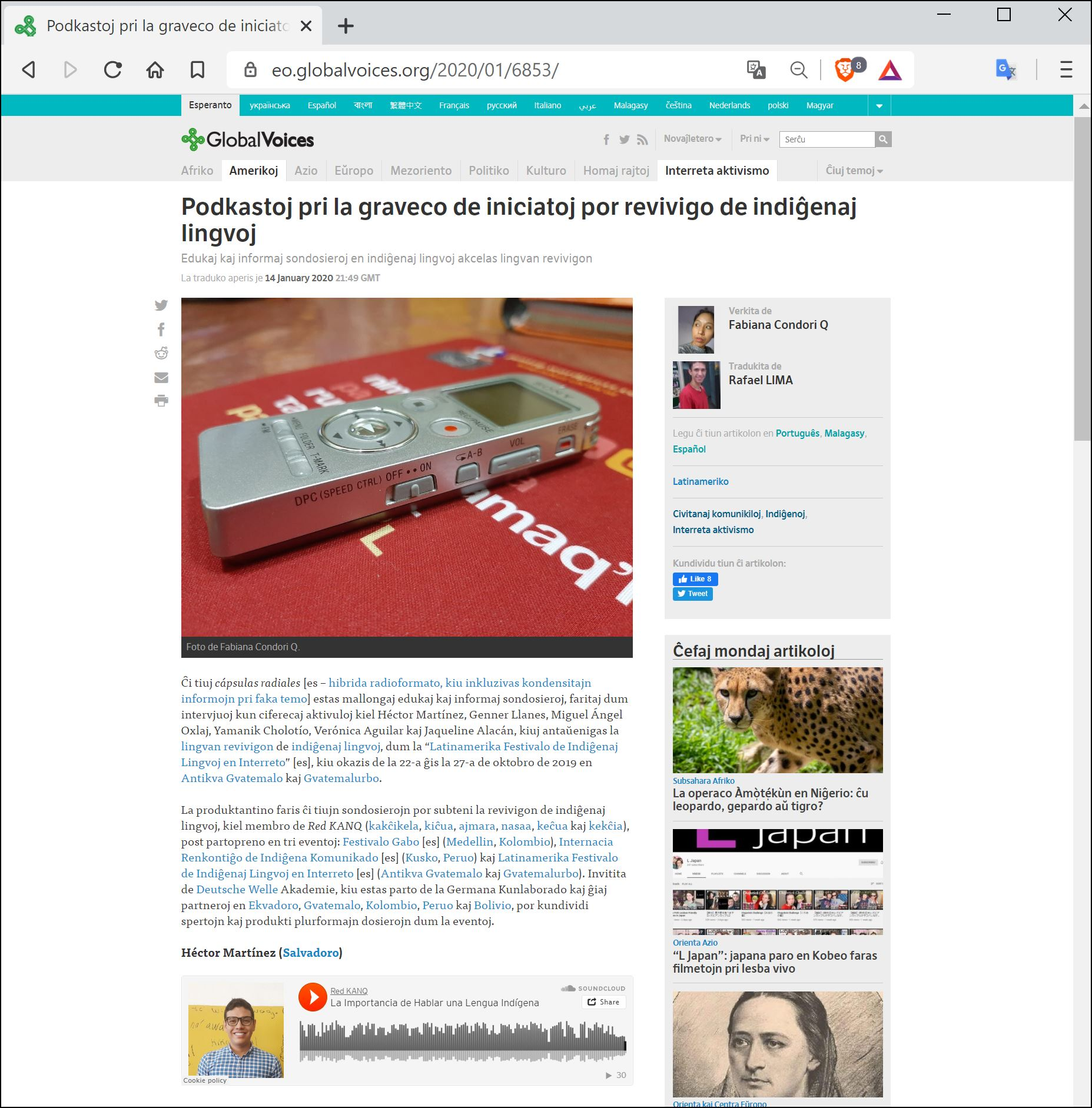
Página oficial de Global Voices

Global Voices es, según su propia página web, una comunidad de más de 1400 blogueros y traductores de todo el mundo que traducen e informan de lo que se dice en blogs y medios ciudadanos de todo el mundo, con énfasis en las voces que no se suelen escuchar en los principales medios internacionales. Global Voices es un proyecto sin ánimo de lucro desarrollado en el Berkman Klein Center for Internet & Society y en la facultad de Derecho de Harvard que surgió de una reunión internacional de blogueros celebrada en diciembre de 2004. La organización fue fundada por Ethan Zuckerman y Rebecca MacKinnon. Desde 2008, está radicada en Ámsterdam (Países Bajos) y recibe financiación principalmente de Open Society Foundations del magnate y filántropo George Soros, la Ford Foundation, la Knight Foundation, la agencia de noticias británica Reuters, la agencia independiente Media Development Investment Fund y The Omydar Network